# جان شينودا بولن
جان شينودا بولن (بالإنجليزية: Jean Shinoda Bolen)‏ هي طبيبة نفسية وكاتِبة أمريكية، ولدت في 1936 في الولايات المتحدة.

## وصلات خارجية
- الموقع الرسمي